# Nowy Dwór (powiat starogardzki)
Nowy Dwór – mała kociewska osada leśna w Polsce położona w województwie pomorskim, w powiecie starogardzkim, w gminie Osieczna w kompleksie leśnym Borów Tucholskich.
W latach 1975–1998 miejscowość administracyjnie należała do województwa gdańskiego.